# گاسترودیسکوئیدس هومینیس
Gastrodiscoids جنس ترماتدهای حیوانی تحت کلاس ترماتودا است. این یکی از انواع انگل‌های جانوران من جمله انسان است. اولین نمونه قطعی از یک موضوع انسانی در سال ۱۸۷۶گزارش شده‌است.
کرمی از ترماتودها است (ترماتود یا برگی شکل). نوعی ترماتود روده ای بزرگ است که در روده زندگی می‌کند.
از خانوادهٔ پارامفیستومیده‌ها به معنی دو دهانه است.
این انگل در بنگلادش، هند، برمه، چین، قزاقستان، فیلیپین، تایلند، ویتنام و دلتا ولگا از روسیه شایع است.
این انگل همچنین به عنوان کلم کلوچه شناخته شده‌است، به ویژه زمانی که حیوانات دیگر را آلوده می‌کند. زیستگاه طبیعی آن کولون خوک است و همچنین در میمون‌های ریز، ماهی، موش‌های صحرایی و موش نپو یافت می‌شود. انسانها یک میزبان تصادفی در نظر گرفته می‌شوند، زیرا انگل می‌تواند بدون انسان زنده بماند. این بیماری یک بیماری انگلی به نام gastrodiscoidiasis ایجاد می‌کند.

## تاریخچه کشف
G. humanis در میان هلمنت هامنحصر به فرد است، زیرا اولین بار آن را از یک عفونت انسانی کشف و توصیف کردند. این کرم توسط دو پزشک متخصص بریتانیا، تیموتی ریچارد لوئیس و جیمز مک کانل، در سال ۱۸۷۶، از سرطان روده یک مرد در هند، کشف و گزارش شده‌است. توصیف آنها از ساختار داخلی نادرست و ناقص بود. آنها ادعا کردند که انگل دارای یک بیضه و یک تخمدان است. آنها به دلیل محل آشکار مکنده خلفی آن را در جنس Amphistomum قرار داده‌اند؛ این گونه به عنوان Amphistomum hominis نامگذاری شد، همان‌طور که در انسان یافت شد.
در سال ۱۹۰۲، F. Fischoeder ارتباط نزدیکی با گونه‌های دیگر را به رسمیت شناخت و به‌طور رسمی آن را در جنس Gastrodiscus (Leuckart، ۱۸۷۷) قرار داد. با این حال، نام عمومی به‌طور گسترده به عنوان یک مترادف به رسمیت شناخته شد. سپس آن را به عنوان Amphistomum (Gastrodiscus) hominis شناخته شد. با نگاه تازه، J. W. W. Stephens دوباره انگل را در سال ۱۹۰۶ توصیف کرد و به وضوح متوجه تخمدان نسبتاً کوچک و تفسیر بیضه خلفی به عنوان تخمدان در توصیف اصلی بود.

## ویژگی‌های ظاهری
این انگل یک آمفستیوم عادی می‌باشد که ساکر شکمی آن نززدیک به خلف است. بدن دو طرفه متقارن است و acoelomate است. این انگل برگی شکل، با شکل هرم منحصر به فرد است. تگومنت پوشیده از فلس می‌باشد.
کانال صفاقی ناقص است که شامل یک جفت کیسه‌های جانبی است که ناشی از مکنده خوراکی و یک لوله رحم است که به دو کیسه صفرا تقسیم می‌شود. مثانه در وسط و پشت ساکر شکمی است. دوجنسه است.
بالنی شکل است و شبیه دانه نخود است.
۲عدد بادکش دارد که در دو انتها قرار دارد.
به رنگ قرمز است.
قسمت قدامی کرم مخروطی شکل و قسمت خلفی آن ته گرد است.
ارگان تناسلی نر نسبت به ماده قدامی است. حلق آن عضلانی و واضح و مشخص است.
عرض کرم ۳الی۵ میلی‌متر و طول آن تا۸میلی‌متر نیز می‌رسد.
تگومنت صاف دارد.
تخم گاسترودیسکوئیدس هومینیس:
اندازه آن تقریباً ۱۴۵ میکرون است. شکل آن لوزی شکل است و دارای ۲جدارهٔ نازک است.
دارای اپرکولوم مشخص است و اطراف جداره آن به رنگ سبز دیده می‌شود.
به هنگام دفع دارای جنین نارس است.

## بیولوژی

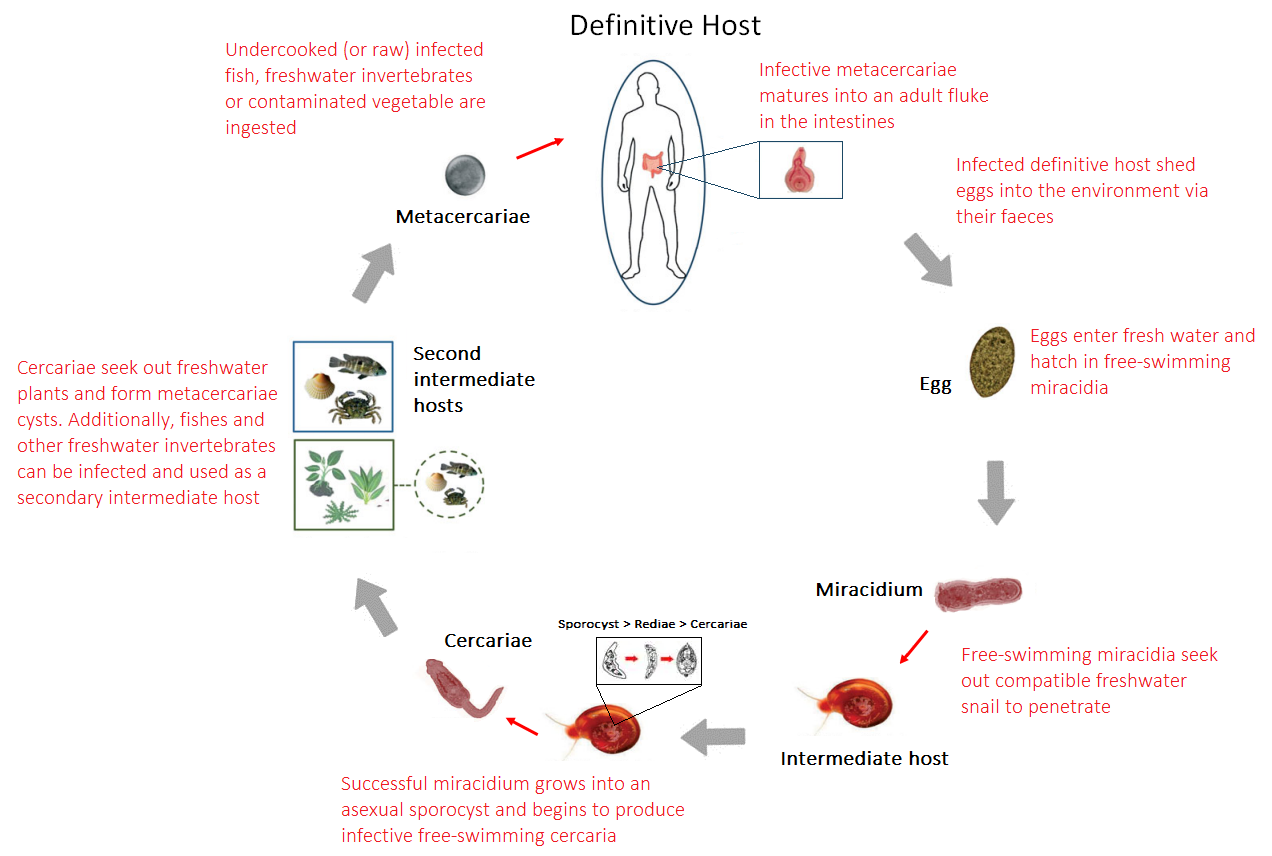
Gastrodiscoides hominis کرمی است که چرخه زندگی‌اش شامل انسان/خوک (میزبان نهایی)، حلزون آب شیرین (میزبان واسط) و گیاهان آبزی می‌شود؛ تخم حاوی میراسیدیوم در مدفوع دفع شده، میراسیدیوم حلزون را آلوده کرده و در آن به سرکر تبدیل می‌شود، سرکر به گیاهان چسبیده و انسان با مصرف گیاه یا آب آلوده به کرم بالغ مبتلا می‌شود.

چرخهٔ زندگی این کرم مشابه فاسیولا هپاتیکا بوده و در اثر خوردن گیاهان آبزی آلوده به متاسرکر کرم گاسترودیسکوئیدس هومینیس بیماری ایجاد می‌شود.
میزبان واسط این کرم مانند فاسیولا هپاتیکا حلزون است. حلزون واسط این کرم heliocorbis می‌باشد.
میزبان نهایی این کرم خوک و علفخواران می‌باشد.
انسانها در حال حاضر به عنوان میزبان اتفاقی در نظر گرفته می‌شوند، زیرا انسانها نیازمندی اولیه برای چرخه زندگی نیستند؛ خوک‌ها به عنوان میزبان اصلی قطعی شناخته می‌شوند. عفونت باعث یک بیماری کلیه به نام gastrodiscoidiasis می‌شود.
این انگل دارای چرخه زندگی پیچیده‌ای است که شامل تولید مثل غیرمعمول در میزبان متوسط، احتمالاً حلزون‌های آبزی و تولید مثل در میزبان مهره دار است. تخم به عنوان یک دوجنسه بوسیله لقاح تولید می‌شود. تخم حدود ۱۴۶ تا ۶۶ میکرو متر می‌باشند که در رنگ‌های شفاف، شفاف و سبز رنگ هستند. هر تخم حاوی ۲۴ سلول ویتلین و یک تخم غیر محرک مرکزی است. تخم در یک محیط مرطوب در ۹–۱۴ روز به میرکاسیدی‌ها می‌چسبند.
در آب، تخم‌ها به میری کیدیا می‌چسبند، که پس از آن یک مولکول را آلوده می‌کند که در آن تکامل و تجزیه لارو رخ می‌دهد. میراسیسوم به مرحله اسپوسیسیتی رشد می‌کند. به‌طور کلی تصور می‌شود که تخم‌های نابالغ از طریق حلزون مصرف می‌شوند، اما هیچ گونه نظریه مستقیم وجود ندارد. در یک عفونت تجربی از کولونوس Helicorbis molusc، میریاسید بعد از ۲۸–۱۵۳ روز پس از مصرف، به سرکاریا تبدیل می‌شود. سرکر خای عفونی تولید می‌شوند و در گیاهان آبی پخش می‌شوند یا به‌طور مستقیم، دیگر حیوانات آبزی مانند ماهی را آلوده می‌کنند.
سرکرها از روی حلزون از کیست‌های متاکراریلی که روی گیاهان آب منتشر می‌شوند، آزاد می‌شوند. چرخه زندگی کامل هنوز در طبیعت مشاهده نشده‌است
در برخی موارد، ماهی و دیگر حیوانات آبزی آلوده می‌شوند. فرض بر این است که سرکر آزاد در آبهای بدن به‌طور تصادفی به این حیوانات به عنوان دومین میزبان متوسط می‌رسند و به عنوان متاسرکر قرار می گیرند. اینها به‌طور مستقیم به پستانداران پس از مصرف عفونی می‌شوند، در حالی که آنها به گیاهان متصل می‌شوند، در حالیکه خاک شبانه استفاده می‌شود.
انسان‌ها از طریق ماهی‌های آلوده یا سبزی‌های آلوده به متاسرکر آلوده می‌شود. انگل از طریق دستگاه گوارش به دوازدهه سفر می‌کند و سپس به پایین رفتن ادامه می‌دهد، جایی که تخم خود را بارور می‌کند و تخم را تشکیل دهد، ادامه می‌دهد. عفونت شدید در انسان مشکوک به اسهال، تب، درد شکم، کولیک، سوء تغذیه، خستگی و حتی مرگ است.
.

## بیماری‌زایی

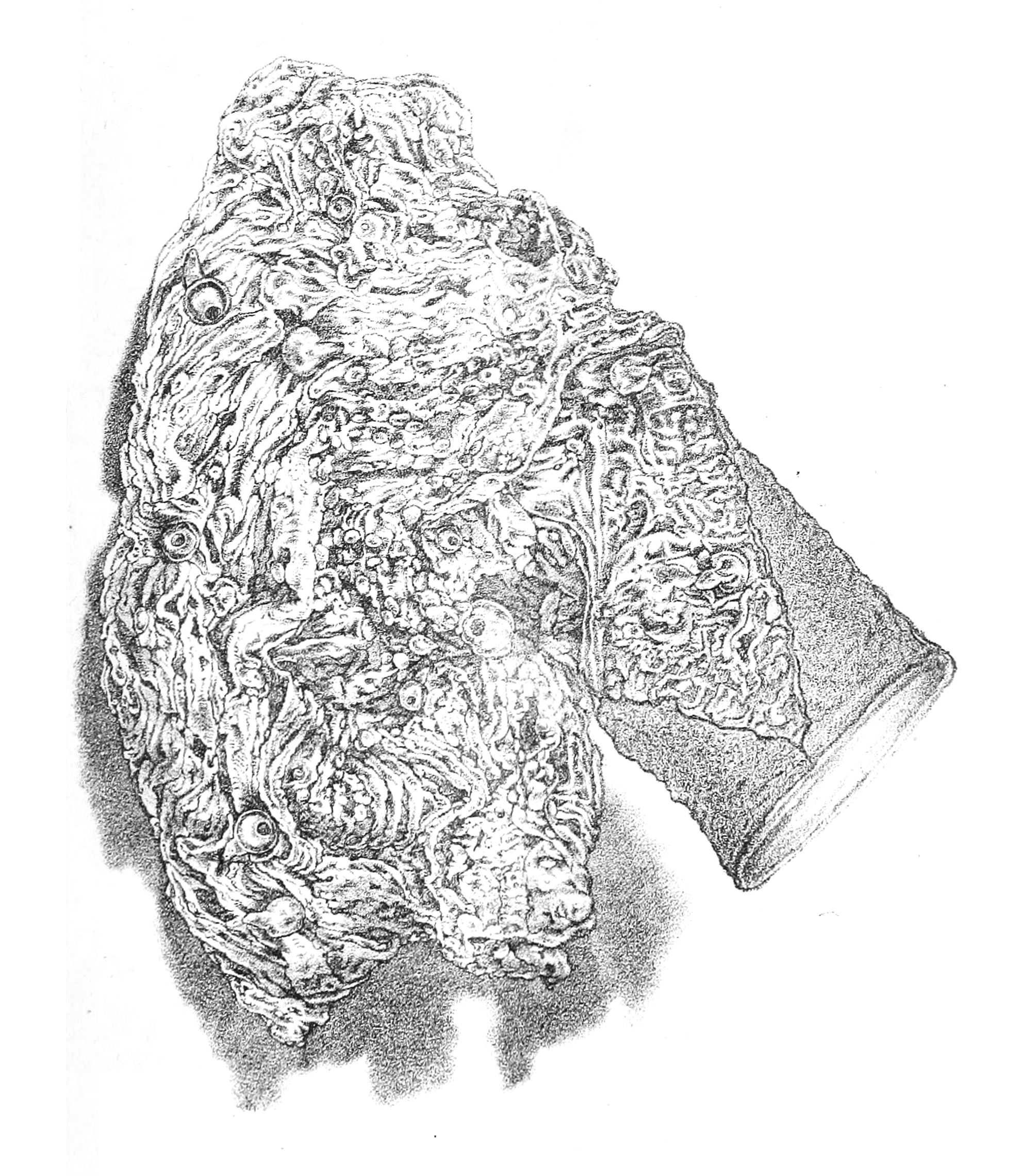
A portion of human intestine slit open revealing Gastrodiscoides hominis

در اثر آزاد شدن سموم این انگل تورم مخاط سکوم، اسهال موکوئیدی و برجستگی‌هایی روی سکوم در انسان پدید می‌آید.
Gastrodiscoidiasis عفونتی است که معمولاً بدون علامت است و در روده کوچک حیوانات، مانند خوکحضور دارد بکه علائم آن بسیار ملایم است، اما هنگامی که عفونت در انسان رخ می‌دهد می‌تواند باعث مشکلات جدی سلامت و حتی مرگ شود. از علایم آن می‌توان به اسهال، تب، درد شکمی، کولیک و افزایش تولید مخاطی است. در موارد شدید، جایی که مقادیر زیادی از تخم وجود دارد، واکنش‌های بافتی می‌توانند در قلب یا لنفاوی مزانتریک نیز اتفاق بیفتند، و حتی ممکن است در صورت نادیده گرفتن، مرگ اتفاق بیفتد. در واقع، تعدادی از مرگ و میر در میان کودکان آسام نسبت به این عفونت است.
در خوک‌ها، علائم پاتولوژیک شامل حضور ائوزینوفیل‌ها، لنفوسیت‌ها و سلول‌های پلاسما است.

## اپیدمیولوژی
gastrodiscoidiasis بشر در اندمیک است، و به میزان کمتر در فیلیپین است. بالاترین میزان بروز این بیماری در میان کودکان در ولسؤالی کامروپ اندمیک است که شیوع آن ۴۱ درصد است.
ابتدا از بیمار هندی گزارش به عمل آمد، در ابتدا تصور می‌شد که توزیع محدود به هند و جنوب شرقی آسیا باشد. تحقیقات بعدی نشان داد که این بیماری گسترده‌است و بیشتر توسط افراد آلوده به سایر نقاط جهان مانند گایان گسترش می یابد.
سطح عفونت در حیوانات آزمایشگاهی می‌تواند در بین پستانداران آسیا بسیار زیاد باشد. مناطقی از وقوع بالا می‌توانند به جاهایی که استاندارد بهداشتی کمتری نسبت داده شوند، مانند مزارع روستایی و روستایی که از خاک‌های شبانه استفاده می‌شود. عفونت در هر دو انسان و حیوانات از طریق مصرف گیاهانی که در آب آلوده یافت می‌شوند، بیشتر است. همچنین فرض بر این است که انتقال از ماهی آلوده که زیر پخته شده یا خورده خام است، که در میان آسیای جنوب شرقی آسیب دیده‌است.

## تشخیص و درمان
تشخیص با بررسی فاکتورها و تشخیص تخم‌ها انجام می‌شود. کرم‌های بزرگسالان به راحتی از دیگر کرم‌ها توسط ظاهر متمایز آنها شناسایی می‌شوند. تخم به وضوح از ترامادوهای دیگر با شکل رمبویدی و رنگ سبز مشخص مشخص می‌شود. بیماران اغلب به‌طور مستقیم هیچ نشانه ای را نشان نمی‌دهند، و اگر کسی به نظر می‌رسد، نشان می‌دهد که عفونت در حال حاضر در سطح بسیار بالا است. هیچ درمان تجویزی وجود ندارد، اما سنتی از آنزیم‌های صابون دربرداشتن کرم‌ها بسیار مؤثر بوده‌است. 
این کار برای جلوگیری از انحراف از کولون است که کل انگل را از بین می‌برد، زیرا در میزبان تولید نمی‌کند. بعضی از داروهای مؤثری که اثبات شده‌اند، تترا کلرو اتیلن هستند، در دوز در روز ۰٫۱